# Murai-Kovács Szabolcs
Murai-Kovács Szabolcs (Kaposvár, 1975. január 23. – 2018. március 4.) magyar labdarúgó, újságíró.

## Pályafutása
A Pécsi FC-ben nevelkedett. Innen a Szombathelyi Tanárképző megye I-es csapatába igazolt. 1997-ben érkezett a Stadler FC-hez, ahonnan 1998 januárjában távozott. 14 élvonalbeli mérkőzésen szerepelt és két gólt szerzett. A Testnevelési Egyetemen elvégzése után a Magyar Rádió szerkesztő-riportere volt a  szombathelyi stúdióban. 2006-ban a városi televíziónál helyezkedett el, majd önkéntesek szervezésével foglalkozott.